# Pierre Mendès France

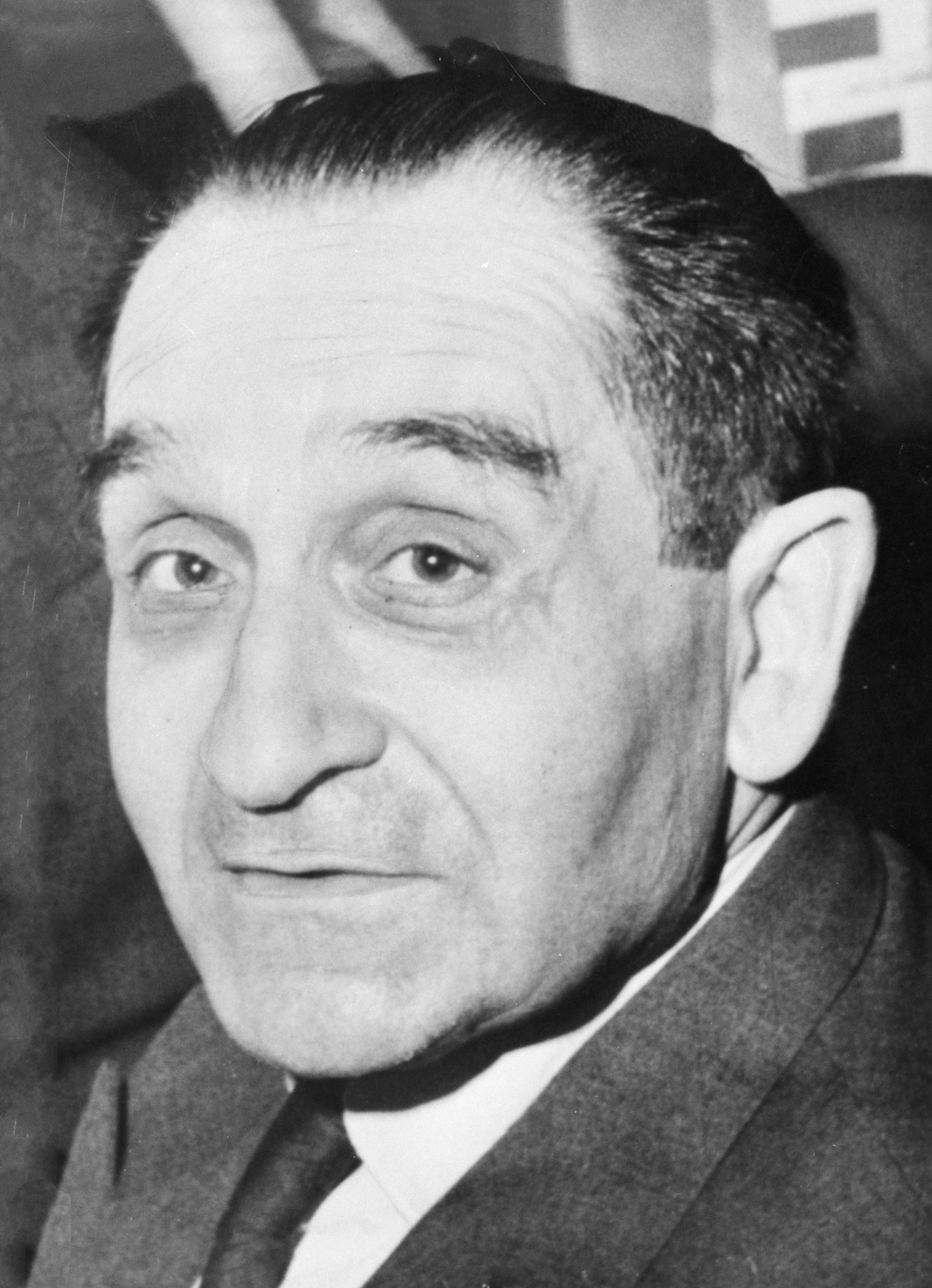
Pierre Mendès France, 1968

Pierre Mendès France (* 11. Januar 1907 in Paris; † 18. Oktober 1982 ebenda; in der französischen Politik auch unter dem Kürzel PMF bekannt) war ein französischer Politiker (PRS, PSU). Er war vom Juni 1954 bis Februar 1955 Ministerpräsident und Außenminister der Vierten Republik. Mendès France trug zum Ende des Indochinakriegs, zur Dekolonisation Marokkos und Tunesiens, sowie zu den Pariser Verträgen bei, die der Bundesrepublik Deutschland die Souveränität einräumten und sie in die NATO aufnahmen.

## Leben

### Familie
Die väterlichen Vorfahren, die den Marranen angehörten, wanderten zwischen 1500 und 1600 aus Portugal nach Frankreich ein. Sie ließen sich im 18. Jahrhundert in Bordeaux nieder. Sie nannten sich Mendès de França. In der Geschichte der Familie erlangte ihre Mitwirkung an der Kolonisation von Santo Domingo eine besondere Bedeutung. Der Großvater heiratete erstmals eine Frau, die keine Marranin war. Der Vater, Cerf-David Mendès France (1874–1957), zog von Bordeaux nach Paris, wo er ein mittelständisches Handelsgeschäft mit Damenbekleidung betrieb. Die Familie der Mutter, Sarah Palmyre Cahn (1880–1968), emigrierte 1870 im Deutsch-Französischen Krieg von Straßburg nach Paris.
1933 heirateten Pierre Mendès France und Lily Cicurel (1910–1967). Der Ehe entstammen die Kinder Bernard Mendès France (1934–1991) und der Mathematiker Michel Mendès France (1936–2018). In seiner zweiten Ehe war Pierre Mendès France seit 1971 mit der Journalistin Marie-Claire de Fleurieu (1921–2004; geb. Servan-Schreiber; Tochter von Suzanne Schreiber und Schwester von Jean-Claude Servan-Schreiber) verheiratet.

### Dritte Republik

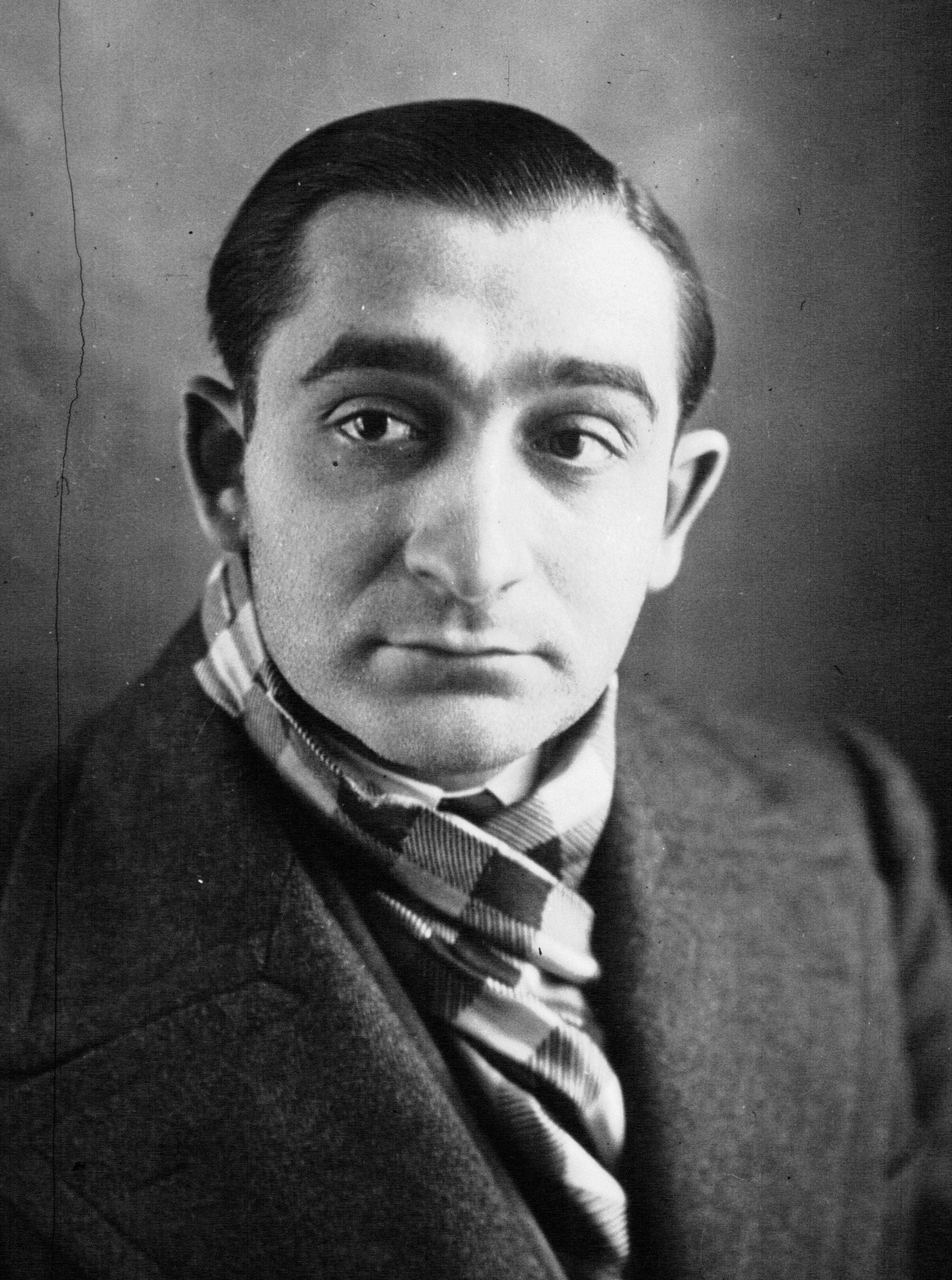
Pierre Mendès France, 1932

Mendès France, der während der Dritten Republik im Jahr 1924 der Parti républicain, radical et radical-socialiste beitrat, studierte Rechtswissenschaft an der Universität von Paris, das er mit einer Promotion zum Dr. jur. beendete. Er setzte ein Studium der Politikwissenschaft an der privaten École libre des sciences politiques fort. 1928 wurde Mendès France im Alter von 21 Jahren in Louviers Frankreichs jüngster Anwalt.
1932 gewann Mendès France für die Radikale Partei die Wahlen in Louviers. Im Alter von 25 Jahren zog er als jüngster Abgeordneter in die Abgeordnetenkammer ein. Er übernahm den Vorsitz im Ausschuss für das Zollwesen der Abgeordnetenkammer.
Mendès France wurde 1935 Bürgermeister von Louviers und 1938 Staatssekretär im Finanzministerium der Volksfront-Regierung von Léon Blum. Dort trat er gemeinsam mit Blums Kabinettschef Georges Boris als erster französischer Politiker für eine keynesianische (nachfrageorientierte) Wirtschaftspolitik ein und schlug insbesondere eine Erhöhung der staatlichen Militärausgaben zur Belebung der Volkswirtschaft vor.

### Zweiter Weltkrieg
Nach der Kriegserklärung Frankreichs an Deutschland zum Beginn des Zweiten Weltkriegs wurde er als Offizier im Nahen Osten mobilisiert. Er machte eine Ausbildung als observateur aérien (Beobachter in einem Aufklärungsflugzeug).
Als die französische Regierung sich im Juni 1940, kurz vor dem Waffenstillstand am 22. Juni 1940, nach Bordeaux zurückzog, war er einer von denjenigen, die den Krieg von Französisch-Nordafrika aus fortsetzen wollten. Zusammen mit anderen Politikern und Abgeordneten reiste er an Bord des Linienschiffes Massilia nach Marokko. Daher nahm er nicht an der Abstimmung in der Nationalversammlung vom 10. Juli 1940 teil, in der Marschall Pétain weitreichende Vollmachten übertragen wurden. In Marokko wurde er am 31. August 1940 auf Befehl von General Charles Noguès festgenommen. Er und andere wurden nach Marseille zurückgeschafft; er und drei andere französische Offiziere wurden in Clermont-Ferrand vor ein Militärtribunal gestellt und trotz mehrerer Entlastungszeugen wegen Desertion verurteilt (Mendès France zu sechs Jahren Gefängnis). Er wurde inhaftiert und im Juni 1941 in ein Militärhospital gebracht. Dort gelang ihm am 21. Juni 1941 die Flucht. Er gelangte über Spanien (damals neutral) und Marokko nach Großbritannien, wo er den freifranzösischen Streitkräften unter Charles de Gaulle beitrat. Nach seinem Dienst als Bomberpilot wurde Mendès France von de Gaulle als sein Gesandter in Finanzfragen in das Algier-Komitee entsandt. 1944 nahm er an der Konferenz von Bretton Woods als Chef der französischen Delegation teil.

### Provisorische Regierung
De Gaulle berief im September 1944 nach seiner Rückkehr in das befreite Paris Mendès France als Wirtschaftsminister in seine Provisorische Regierung.
Mendès France überwarf sich schnell mit Finanzminister René Pleven. Während Pleven eine marktwirtschaftliche Politik anstrebte, bevorzugte Mendès France staatliche Lohn- und Preiskontrollen, um die Inflation einzudämmen. Als de Gaulle für Pleven Partei ergriff, trat Mendès France im April 1945 zurück. De Gaulle schätzte dessen Fähigkeiten jedoch und berief ihn deshalb 1947 zum Direktor der Internationalen Bank für Wiederaufbau und Entwicklung und als französischen Repräsentanten beim UN-Wirtschafts- und Sozialrat.

### Vierte Republik
1946 kehrte das normale politische Leben in Frankreich unter der Vierten Republik zurück. Mendès France wurde bei der Parlamentswahl am 10. November 1946 als Abgeordneter des Départements Eure in die Nationalversammlung gewählt. Im Juni 1953 bemühte er sich, sein erstes Kabinett zu bilden; er erreichte aber nicht die notwendige Mehrheit in der Nationalversammlung. Seit 1950 war er konsequenter Gegner des französischen Kolonialismus.
Der Indochinakrieg wurde 1950 zum Stellvertreterkrieg; der Việt Minh wurde immer stärker. Nach der Việt-Minh-Invasion in Laos im Mai 1953 ernannte er Henri Navarre zum Befehlshaber in Indochina, um eine militärisch günstige Lage für eine Verhandlungslösung zu erreichen. Dies misslang: im Juni 1954 erlitt Frankreich eine entscheidende Niederlage (Schlacht um Điện Biên Phủ gegen die Việt-Minh-Truppen des Generals Võ Nguyên Giáp); mit ihr endete praktisch die Kolonialherrschaft Frankreichs in Französisch-Indochina. Das Kabinett Laniel II von Joseph Laniel trat zurück, und Mendès France bildete am 19. Juni eine neue Regierung (Kabinett Mendès France) aus Sozialisten, Radikalen und Linksgaullisten, in der er selbst das Außenministerium übernahm. Unter seinen Ministern war der junge François Mitterrand. Parlamentarisch war Mendès France auf die Unterstützung der Kommunisten angewiesen.
Mendès France handelte bei der Genfer Indochinakonferenz einen sofortigen Waffenstillstand mit dem kommunistischen vietnamesischen Führer Ho Chi Minh aus. Nach seiner Überzeugung gab es keine Alternative zum vollständigen Abzug aus Indochina. Die Nationalversammlung unterstützte seine Politik mit 471 zu 14 Stimmen. Durch die Indochinakonferenz wurden die Staaten Indochinas unabhängig von Frankreich. Ein Teil der französischen Öffentlichkeit war allerdings unzufrieden über das Ergebnis; speziell die Katholiken sahen ihre vietnamesischen Glaubensbrüder dem Kommunismus ausgeliefert. Eine Welle vorwiegend antisemitischer Schmähungen wurde über Mendès France ausgeschüttet. Jean-Marie Le Pen (1928–2025), damals junges poujadistisches Mitglied der Nationalversammlung, erklärte seine „patriotische, geradezu physische Abneigung“ gegen Mendès France.
Unbeirrt nahm Mendès France Kontakt mit den nationalistischen Führern in Marokko auf, um über einen französischen Abzug zu reden. Als Nächstes nahm er Verhandlungen mit der tunesischen Neo-Destur-Partei Habib Bourguibas auf, die 1956 unter seinem Nachfolger Edgar Faure zu einem Abkommen über die vollständige innere Autonomie Tunesiens führten. Am 31. Juli 1954 hielt er hierzu seine „Rede von Karthago“. Er bevorzugte auch Zugeständnisse an die Nationalisten in Algerien, aber die Tatsache, dass dort eine Million französischer Siedler (Pieds-noirs) lebten, bedeutete, dass es hier keinen einfachen Weg der Entkolonialisierung geben würde.
Als Anwalt einer größeren europäischen Integration favorisierte er die Zusammenarbeit mit anderen europäischen Staaten, aber die Nationalversammlung lehnte den Vorschlag einer Europäischen Verteidigungsgemeinschaft Ende August 1954 ab, hauptsächlich aus Unbehagen über die westdeutsche Teilnahme. Dennoch erreichte er im Oktober 1954 die Gründung der Westeuropäischen Union (WEU) und schlug weitreichende wirtschaftliche Reformen vor. Konrad Adenauer hingegen hielt ihn auf der Londoner Neunmächtekonferenz im Oktober 1954, auf der der Beitritt der Bundesrepublik zur NATO vorbereitet wurde, offenbar für einen sowjetischen Einflussagenten und machte angeblich antisemitische Äußerungen über ihn. Gegen große Widerstände setzte Mendès France Ende Dezember 1954 durch, dass die Nationalversammlung die Pariser Verträge annahm, mit denen die Bundesrepublik Deutschland in die NATO und die WEU aufgenommen wurde.
Sein Kabinett stürzte am 5. Februar 1955 durch ein Misstrauensvotum. Sein innerparteilicher Konkurrent Edgar Faure folgte ihm im Amt; er stand einer Mitte-rechts-Koalition ohne die Sozialisten und mit den Gaullisten vor. Bei der Parlamentswahl am 2. Januar 1956 kam es zur Spaltung des Parti radical: Faure, der dem eher konservativen Parteiflügel angehörte, strebte ein Wahlbündnis mit den Mitte-rechts-Parteien an. Mendès France und sein linker Parteiflügel veranlassten daraufhin den Parteiausschluss Faures. Sie gingen stattdessen ein Bündnis mit der Section française de l’Internationale ouvrière (SFIO; Vorläufer der heutigen Sozialistischen Partei) und der UDSR von François Mitterrand ein – unter der Bezeichnung Front républicain.
Mendès France hoffte, dass sein Parti Radical die Modernisierung und Erneuerung der französischen Politik bringen würde und die SFIO mitreißen könnte, die nostalgisch auf die 1930er Jahre schaute. Von Februar bis Mai 1956 gehörte er dem Kabinett des SFIO-Chefs Guy Mollet als Ministre d’État (ohne Geschäftsbereich) an, trat aber wegen der Kontroverse über Algerien zurück, die damals ein wichtiges politisches Thema in Frankreich war. Wegen seiner nachgiebigen Haltung in der Algerien-Frage, die sogar in seiner eigenen Partei als „verräterisch“ angesehen wurde, musste Mendès France im Mai 1957 auch als stellvertretender Parteivorsitzender zurücktreten.

### Fünfte Republik
Wie die Mehrheit der französischen Linken opponierte Mendès France gegen de Gaulles Rückkehr zur Macht im Mai 1958, als die sich zuspitzende Krise in Algerien den Zusammenbruch der Vierten Republik herbeiführte. Er führte nach dem Armeeputsch in Algerien die Union des Forces Démocratique (Union demokratischer Kräfte) – ein antigaullistisches Bündnis – u. a. zusammen mit Mitterrand an, stimmte gegen die Verfassung der Fünften Republik und verlor bei den Wahlen im November 1958 sein Mandat in der Nationalversammlung. Wegen seines Widerstands gegen de Gaulle, dem er die Errichtung einer „Präsidialdiktatur“ vorwarf, wurde er 1959 vom Mehrheitsflügel aus seinem Parti Radical Socialiste ausgeschlossen.
Daraufhin trat Mendès France dem Parti socialiste unifié (PSU) bei, einer kleinen Partei der intellektuellen Linken. Nach der Parlamentswahl im März 1967 kehrte er in die Nationalversammlung als Abgeordneter des PSU für den Wahlkreis Isère zurück, aber verlor sein Mandat erneut in de Gaulles landesweitem Erdrutschwahlsieg bei der vorgezogenen Neuwahl nach den Maiunruhen 1968 und verließ daraufhin auch den PSU. Als François Mitterrand 1971 den Parti socialiste (PS) gründete, unterstützte ihn Mendès France, bemühte sich aber nicht um ein erneutes politisches Comeback. Auch nach seinem Rückzug aus der aktiven Politik blieb er die moralische Integrationsfigur aller Parteien in Frankreich.

## Namensgeber
In vielen französischen Städten sind Straßen nach Mendès France benannt, z. B. die 2002 angelegte Avenue Pierre-Mendès-France im 13. Arrondissement von Paris. Die Universität Grenoble II trug von 1970 bis 2015 den Namen Pierre Mendès-France. Ein 1973 errichtetes Hochhaus der Université Paris 1 Panthéon-Sorbonne an der rue de Tolbiac im 13. Arrondissement heißt Centre Pierre-Mendès-France. Das 1985 eingerichtete Institut Pierre-Mendès-France ist der Dokumentation und Erinnerung an Leben und Wirken des Politikers gewidmet. Der 1989 eröffnete Espace Mendès France ist ein Kulturzentrum in Poitiers. In Tunis gibt es eine französische Schule namens Lycée Pierre-Mendès-France.